# Saccomazzone

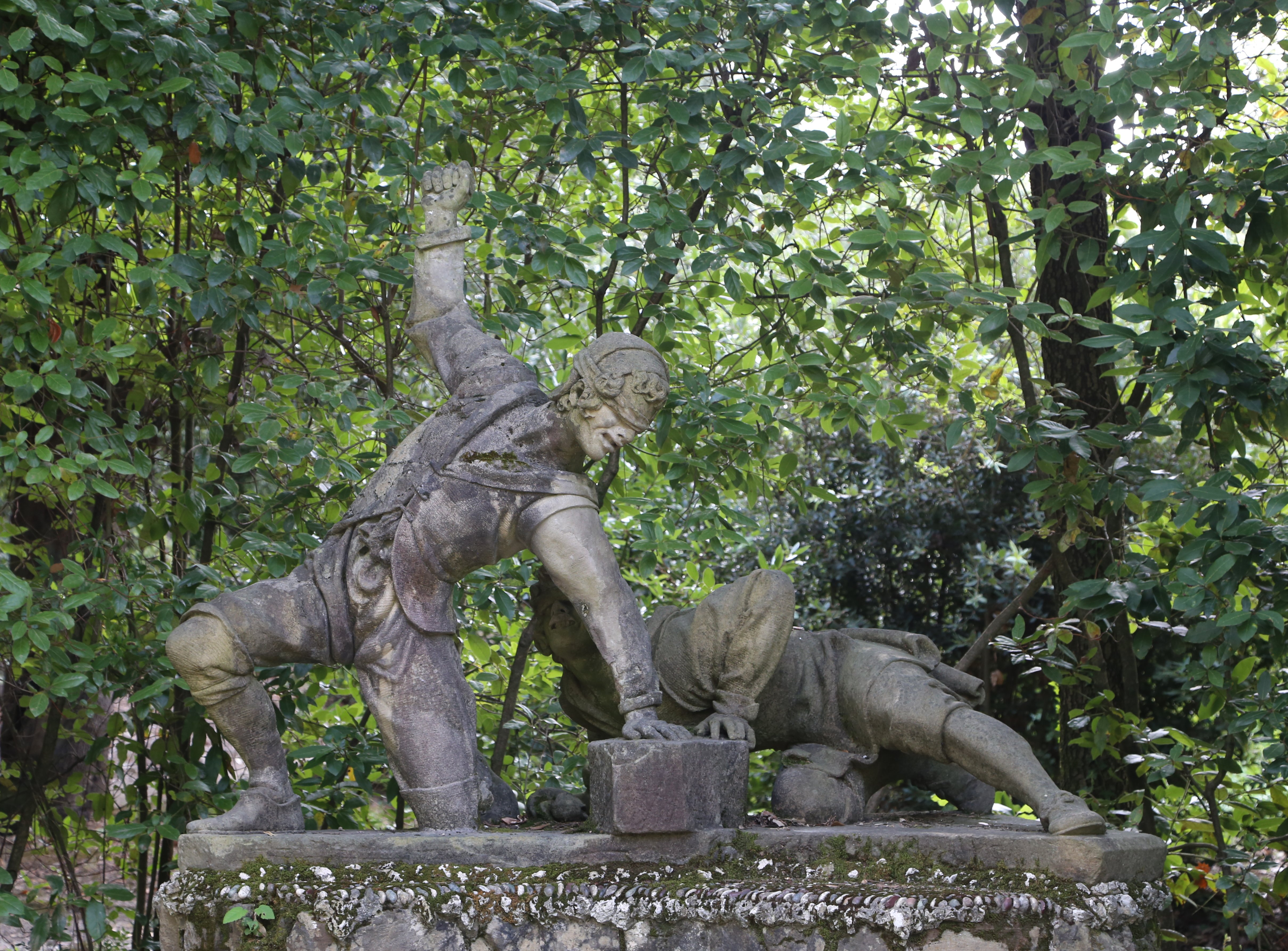
Romolo del Tadda o Orazio Mochi, Gioco del Saccomazzone, Firenze, giardino di Boboli

Il saccomazzone è un antico gioco rustico, in cui due o più contendenti si colpiscono a vicenda con un panno annodato o con un sacco contenente alcuni stracci, con gli occhi bendati e la mano poggiata a una meta comune, come una pietra. L'obiettivo è far staccare l'avversario dalla meta.